# Magnum (flaska)

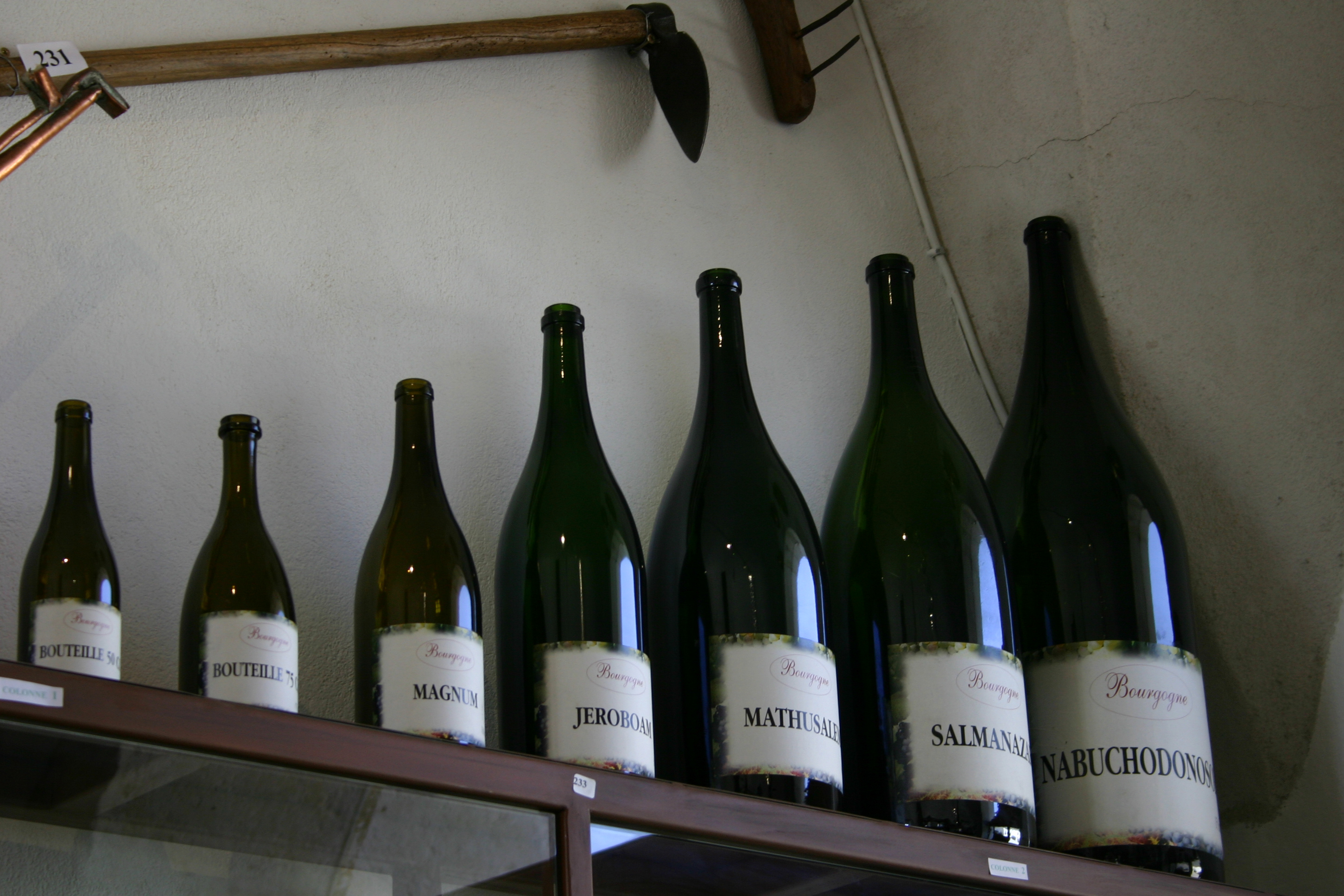
Vinflaskor av olika storlek, magnumflaskan tredje från vänster.

Magnum (latin, "stor") är en flaskstorlek på vin- och champagneflaskor. En magnum motsvarar två helflaskor, eller 1,5 liter.

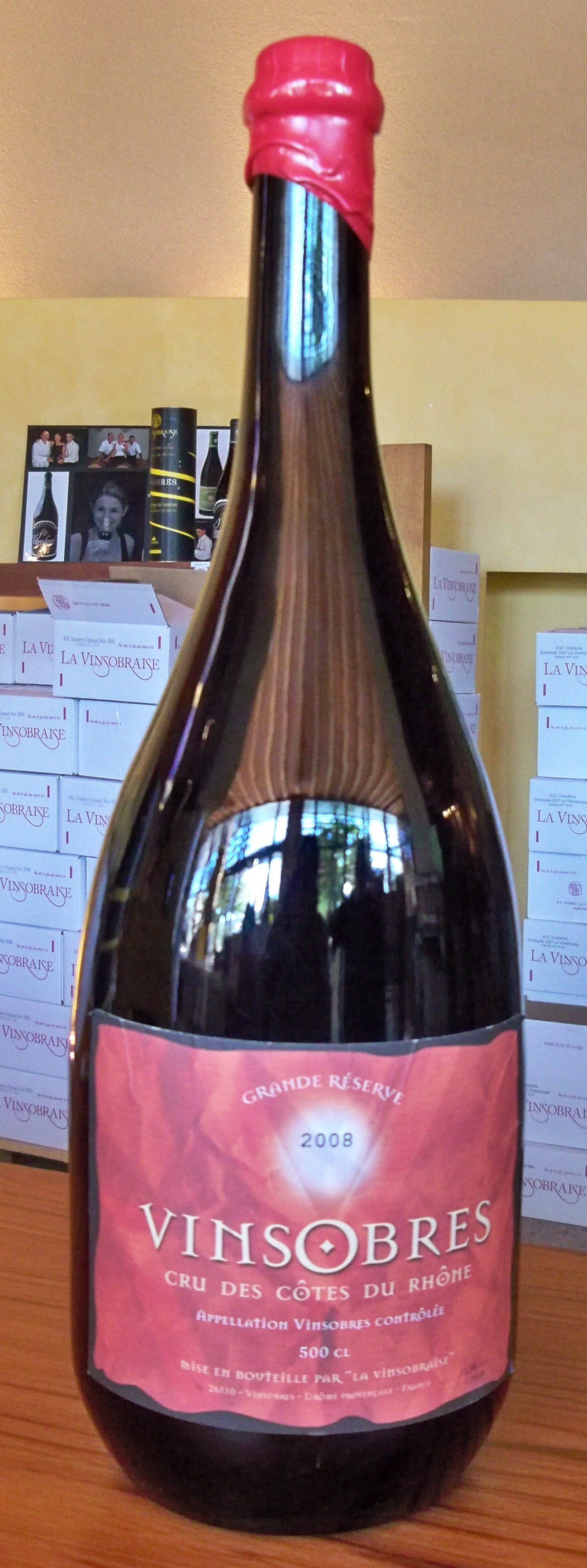
En flaska i magnumstorlek